# Piotr Páshchenko
Piotr Petróvich Páshchenko –en ruso, Пётр Петрович Пащенко– (Mezhgore, 10 de enero de 1991) es un deportista ruso que compite en biatlón. Ganó una medalla de plata en el Campeonato Europeo de Biatlón de 2022, en la prueba de persecución.

## Palmarés internacional
| Campeonato Europeo | Campeonato Europeo | Campeonato Europeo | Campeonato Europeo |
| Año                | Lugar              | Medalla            | Prueba             |
| ------------------ | ------------------ | ------------------ | ------------------ |
| 2022               | Arber (Alemania)   | Medalla de plata   | Persecución        |